# Swobnica
Swobnica [sfɔbˈnit͡sa] (trước đây là tiếng Đức: Wildenbruch in Pommern) là một ngôi làng thuộc khu hành chính của Gmina Banie, thuộc quận Gryfino, West Pomeranian Voivodeship, ở phía tây bắc Ba Lan.

## Địa lý
Ngôi làng nằm khoảng 9 kilômét (6 mi) phía tây nam Banie, 26 km (16 mi) phía nam Gryfino và 43 km (27 mi) phía nam thủ đô khu vực Szczecin.
Ngôi làng có dân số xấp xỉ 700.

## Lịch sử
Lần đầu tiên được đề cập trong chứng thư năm 1345, khu định cư trở thành trụ sở của một chỉ huy Hiệp sĩ Bệnh viện, bị trục xuất khỏi Rörchen (Rurka) gần đó vào năm 1377, theo lời mời của công tước Pomeranian. Sau cuộc Cải cách phản kháng, các điền trang của Wildenbruch được tổ chức bởi Nhà quý tộc Putbus. Sau Chiến tranh Ba mươi năm và Hòa bình Westfalen năm 1648, khu vực này trở thành một phần của Pomerania thuộc Thụy Điển. 

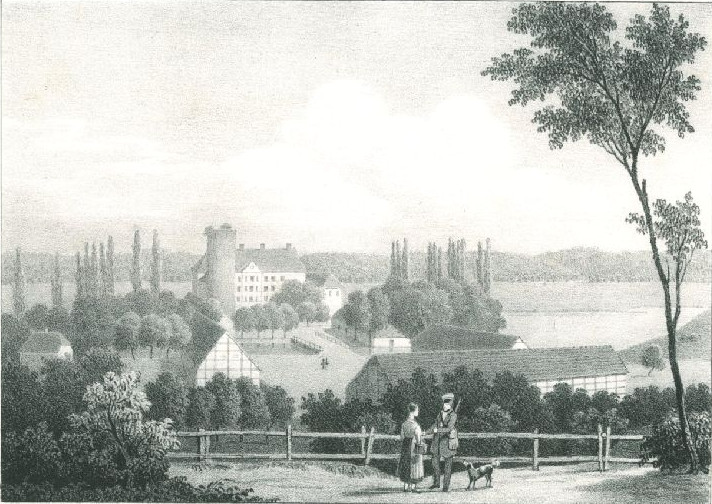
Lâu đài Wildenbruch, thạch bản năm 1846

Bộ chỉ huy được thế tục hóa đã được nhượng lại cho cử tri Hohenzollern của Brandenburg bởi Hòa bình Saint-Germain năm 1679. Wildenbruch đã được mua bởi công chúa Sophia Dorothea Schleswig-Holstein-Sonderburg-Glücksburg (1636-1689), người vợ thứ hai của "Great cử tri" Frederick William, người đoàn kết nó với bất Brandenburg cô Schwedt và Vierraden để cung cấp cho con cháu của mình sự bảo mật của Brandenburg-Schwedt. Cô đã xây dựng pháo đài Wildenbruch theo phong cách Baroque.
Wildenbruch được đặt cho con trai đầu lòng của Dorothea, Margrave Philip William (1669-1711) và cháu trai của bà là Frederick William (1700-1771), người đã chết tại lâu đài. Người cuối cùng của chủ sở hữu Brandenburg-Schwedt là em trai ông Frederick Henry (1709-1788), Wildenbruch rơi trở lại dòng chính Hohenzollern của hoàng gia.
Người thừa kế Schwedt cuối cùng Elisabeth Louise (1739 Công1820) đã kết hôn với chú của mình là Hoàng tử Augustus Ferdinand của Phổ năm 1755; con trai của họ, Hoàng tử Louis Ferdinand đã trao danh hiệu von Wildenbruch cho con trai ngoài giá thú của ông Ludwig. Được xác nhận bởi vua Frederick William III vào năm 1810, danh hiệu này đã được trao cho con trai của Ludwig, tác giả Ernst von Wildenbruch và con cháu của ông.
Wildenbruch được sáp nhập vào tỉnh Pomerania của Phổ. Sau Thế chiến II, khu vực này được chuyển sang Cộng hòa Ba Lan và dân số Đức còn lại đã bị trục xuất (xem Lịch sử của Pomerania). Mặc dù đã tuyên bố một di tích quốc gia, lâu đài Hohenzollern cũ đã mục nát. Gần đây, một số nỗ lực đã được thực hiện đối với việc bảo tồn nó.

## Những người đáng chú ý
- Waldemar Krzystek (sinh năm 1953), một đạo diễn và nhà biên kịch phim người Ba Lan